# 에이겐지정
에이겐지정(永源寺町)은 시가현 간자키군에 설치되었던 정이다.

## 역사
- 1955년 4월 1일 - 가모군 이치하라촌, 간자키군 에이겐지촌이 합병해 간자키군 에이겐지정이 성립하였다.
- 2005년 2월 11일 - 욧카이치시, 에치군 아이토정, 고토정, 간자키군  고카쇼정과 합병해 히가시오미시가 성립하였다. 동일 에이겐지정은 폐지되었다.

## 교통

### 도로
- 국도 제421호선 (일본)(일본어판)